# Meiocarpidium oliverianum
Meiocarpidium oliverianum là loài thực vật có hoa thuộc họ Na.
Cho tới năm 2018 nó được biết đến dưới danh pháp Meiocarpidium lepidotum, được Adolf Engler và Friedrich Ludwig Diels chuyển sang chi Meiocarpidium khi các tác giả mô tả chi này vào năm 1900, từ Unona lepidota do Daniel Oliver mô tả tháng 10 năm 1868.
Khảo sát năm 2018 của David M. Johnson & Nancy A. Murray thấy rằng Meiocarpidium lepidotum và Unona oliveriana là đồng loài, nhưng mô tả của Henri Ernest Baillon được công bố trước vài tháng so với công bố của Daniel Oliver. Vì thế danh pháp chính thức của nó là Meiocarpidium oliverianum.

## Phân bố
Cameroon, Cộng hòa Trung Phi, Cộng hòa Congo, Gabon.